# Luehea speciosa
Luehea speciosa là một loài thực vật có hoa trong họ Cẩm quỳ. Loài này được Willd. mô tả khoa học đầu tiên năm 1801.